# Warno
Warno — відеогра в жанрах стратегії в реальному часі та тактики в реальному часі, розроблена та видана студією Eugen Systems у 2024 році. Випущена в ранньому доступі 20 січня 2022 року, повна версія побачила світ 23 травня 2024 року. Гра є духовним спадкоємцем Wargame: European Escalation від тієї ж студії. Події розгортаються у Фульдському проході в умовному сценарії Третьої світової війни, де зіштовхуються війська НАТО та Варшавського договору.

## Ігровий процес
Warno поєднує елементи стратегії з тактичним рівнем у реальному часі (під час місій і карт) і стратегічним покроковим управлінням (у кампаніях Army General). Гравець керує окремими підрозділами, які представляють історичні зразки військової техніки та піхоти часів Холодної війни. У грі наявно багато режимів із різними цілями: зокрема, режим Conquest (Завоювання), де потрібно набрати певну кількість очок за контроль над об'єктами, та Destruction (Знищення), де слід знищити певну кількість ворожих сил. Warno підтримує мультиплеєрні бої від 1 до 20 гравців (до 10 на 10). Одиночний режим включає сутички з ШІ, сценарні битви в конкретних місцях та стратегічну кампанію в покроковому режимі.
У багатокористувацькому та однокористувацькому режимах усі гравці отримують постійний притік очок, які можна витрачати на розгортання підрозділів — таких як піхота, артилерія, танки, розвідка, підрозділи протиповітряної оборони, ударні гелікоптери, піхота, що десантується з гелікоптерів, та авіація. Набір доступних юнітів залежить від обраної бойової групи. Різні бойові групи мають різну спеціалізацію — наприклад, деякі орієнтовані на піхотні бої, інші — на змішані з'єднання. Деякі базові функції можна доручити штучному інтелекту, але більшість дій виконує сам гравець. Керування юнітами відбувається в режимі реального часу.
Ігрові формування (так звані бойові групи, або Battlegroups) засновані на реальних бойових порядках дивізій, полків та деяких корпусів, які могли би взяти участь у перших етапах війни вздовж німецького кордону у 1989 році. Наприклад, американський 11-й бронекавалерійський полк чи 79-та гвардійська танкова дивізія СРСР. Усі сили НАТО в грі представлені виключно тими, що входили до складу CENTAG — центрального угруповання армій НАТО, яке діяло в Центральній Європі, особливо в Німеччині.
Хоча тактичний геймплей подібний до Wargame, Warno має значну кількість покращень якості життя та змін ігрової механіки, запозичених із серії Steel Division. Серед них: розумні накази для підрозділів, оновлена система колод, що відображає реальні бойові порядки ігрових дивізій, а також варіації техніки та її властивості в арсеналі. Крім того, Warno містить спеціальний однокористувацький контент: покрокові кампанії Army General та реалістичні операції (Operations) у режимі реального часу — обидва режими походять із Steel Division 2. У грі також є базовий редактор карт, який дозволяє гравцям змінювати розміщення об'єктів.

## Сюжет
Події Warno розгортаються в альтернативній версії 1989 року. Точка розгалуження історії — квітень 1987 року, коли радикали здійснюють переворот проти Михайла Горбачова через його реформи перебудови. Комуністична партія, КДБ і Радянська армія формують «трійку» для відновлення величі СРСР. Повстання в країнах Балтії та Вірменії придушуються, і, підбадьорені бездіяльністю Заходу, радянські війська захоплюють Фінляндію, встановлюючи там прорадянський уряд і повністю включаючи країну до своєї сфери впливу. У відповідь Захід, під проводом США на чолі з Рональдом Рейганом, збільшує військові витрати. Санкції Заходу та зростання витрат на оборону призводять у СРСР до дефіциту продовольства та нафтової кризи. Тим часом НАТО проводить найбільші в історії навчання REFORGER у вересні 1989 року, які параноїдальна «трійка» сприймає як прикриття для агресії. Під прикриттям власних навчань Захід, країни Варшавського договору готуються завдати першого удару.
Станом на вересень 2024 року, в грі є п'ять кампаній Army General, що охоплюють різні ділянки конфлікту у зонах операцій CENTAG і південній частині NORTHAG. «Bruderkrieg», «Fulda Gap» та «Airborne Assault» відбуваються в перший день війни. «The Left Hook» — на четвертий день. «Highway 66» — на сьомий день. DLC NORTHAG додає ще дві кампанії Army General, присвячені основним напрямкам наступу армій Варшавського договору в зоні NORTHAG: «Four Day To The Weser» (Люнебург-Бремен) та «Armored Fury» (Ганновер-Оснабрюк). Обидві кампанії розгортаються на четвертий день конфлікту.
Окрім кампаній Army General, у грі також доступні вісім одиночних місій-операцій, що фокусуються на окремих сутичках між різними підрозділами НАТО та Варшавського договору:
- Останній бій «Чорного коня» (21 червня 1989) - Фульда була втрачена менш ніж за 24 години. 11-й бронекавалерійський полк «Чорний кінь» бився героїчно, але 8-ма гвардійська армія була надто сильною. Зараз знекровлений 1-й ескадрон 11-го полку відступив до містечка Бад-Орб, а 39-та гвардійська мотострілецька дивізія йде слідом. 1-й ескадрон 11-го полку отримав наказ зайняти оборонні позиції перед містом, щоб прикрити напрямок на Франкфурт до прибуття підкріплення з Бундесверу.

- Кувалда (25 червня 1989) - На третій день війни радянські війська досягли Ганау, передмістя Франкфурта-на-Майні. Попри успіхи, рішучість НАТО зростає. Щоб не втратити темпу наступу, 57-ма гвардійська мотострілецька дивізія отримує завдання провести комбіновану атаку, щоб знищити рештки опорних пунктів НАТО у долині Майну та відкрити шлях для прориву 79-ї гвардійської танкової дивізії у напрямку Франкфурта.

- Червоний таран (23 червня 1989) - 79-та гвардійська танкова дивізія очолює радянський наступ у Західну Німеччину. Її просування змусило підрозділи 11-го ACR відійти до ліній 3-ї бронетанкової дивізії США, яка терміново намагається організувати оборону. Завдання 79-ї дивізії — зберегти тиск і прорватися через оборону американців біля Ортенберга, щоб продовжити наступ на Франкфурт.

- Удар у відповідь (25 червня 1989) - Наступ радянських військ на Франкфурт було зупинено, хоча тили V корпусу США все ще залишаються під загрозою. Поки 79-та гвардійська танкова дивізія перегруповується в Брухкебелі, 3-я бронетанкова дивізія США готує швидкий контрнаступ з метою дестабілізувати радянські позиції та повернути НАТО локальну ініціативу.

- Хитрість у Кітцинґені (20 червня 1989) - У перші години війни країни Варшавського договору готують наступ на Вюрцбург, сподіваючись відкрити альтернативний напрямок атаки на Франкфурт із південного сходу. 900-й десантно-штурмовий батальйон ПДВ отримує завдання захопити місто Кітцінген і створити плацдарм на річці Майн. Батальйон має утримувати позиції проти контратак американців і західнонімецьких сил, поки не надійдуть підкріплення…

- Сутінки богів (28 червня 1989) - Покликані прикрити південний фланг наступу Варшавського договору на зону CENTAG, сили 11-ї мотострілецької дивізії ННА НДР виявилися надто розтягнутими та потрапили під удар сил НАТО. Після важких втрат вони змушені відступати в безладі, у той час як американські та західнонімецькі бронетанкові частини переслідують їх. 1-й батальйон 17-го мотострілецького полку отримує наказ захищати місто Штегаурах на підступах до Бамберга, щоб дати основній дивізії шанс на перегрупування.

- Виступ біля Дібурга (30 червня 1989) - Спалах Третьої світової війни спонукає Францію виконати свої зобов'язання перед НАТО. Проте її розгортання доводиться прискорити, оскільки сили Варшавського договору загрожують оточенням Франкфурта. 7-а бронетанкова дивізія Франції висувається до виступу в лініях противника поблизу Дібурга. Тут вона має втримати позиції, поки за нею не буде розгорнуто додаткові французькі війська, які готуються до контрнаступу на Франкфурт.

- Тримайся, поки не прийде підкріплення (22 червня 1989) - У перші дні вторгнення Британська Рейнська армія опинилася під тиском з усіх боків, особливо в зоні відповідальності 1-го корпусу. Один з батальйонів піхоти гірців Queen's Own Highlanders зміг зайняти позиції за річкою Дімель, але його чисельність недостатня. Ескадрон танків з Blues & Royals направляється на допомогу, щоб зупинити наступ радянських сил і, якщо буде можливо, перейти в контратаку.

У рамках DLC NORTHTAG було випущено чотири нові операції:
- Проходження під вогнем (21 червня 1989) - Наступ Варшавського договору в зоні NORTHAG швидко прориває оборону західніше каналу Ебле-Зайтен. Один з підрозділів, бойова група фон Ягов із Бундесверу, опиняється в оточенні. Перший голландський корпус направляє 42-й танковий батальйон та кілька американських підрозділів для порятунку. Їхнє завдання — контратакувати, пробити коридор і евакуювати німецькі сили, перш ніж ті будуть знищені.

- Крилаті гусари (26 червня 1989) - 2-га польська армія наступає на південь від Ганновера, очолювана 11-ю бронекавалерійською дивізією. Проте наступ зупиняє смілива повітряно-десантна атака британців, яка відрізає частину польських підрозділів. Дві броньовані роти отримують наказ прорватися до оточених товаришів і відновити наступ на Гамельн.

- Розбійники (24 червня 1989) - Сили Варшавського договору закріпили НАТО за межами Гамбурга і готуються до нового удару в напрямку Данії. Однак це робить їх вразливими до ризикованої атаки НАТО. Багатонаціональна повітряно-десантна дивізія НАТО проводить нічну операцію проти логістичного центру в Кассебурзі. Хоча десантники захоплюють об'єкт, змішаний підрозділ британських, бельгійських та західнонімецьких військ повинен закріпитися і підготуватися до неминучої польської контратаки.

- Ті, хто вижив (28 червня 1989) - Після тижня важких боїв НАТО утримує південний фланг операційної зони NORTHAG. Однак оборона швидко руйнується через неочікуваний фланговий удар 1-ї гвардійської танкової армії. Унаслідок цього кілька бойових груп британців, західних німців і бельгійців у районі Беверунгена опиняються в ізоляції. Одна з них — 16-й/5-й королівський уланський полк — мусить пробиватися назад до дружніх позицій, збираючи по дорозі всі доступні союзні сили.

## Інші джерела
- Schneider, Max (30 січня 2022). Warno im Test: Kann diese Art Echtzeitstrategie heute noch funktionieren?. GameStar (de-DE) . Процитовано 26 серпня 2024.
- Recenzja gry WARNO. Nie ma HIMARS-ów i F-35, ale też jest spoko | GRYOnline.pl. GRY-Online.pl (пол.). Процитовано 26 серпня 2024.